# Hieracium condylodes
Hieracium condylodes es una especie de planta con flor del género Hieracium, de la familia Asteraceae, orden Asterales.

## Distribución
Hieracium condylodes se distribuye por Noruega, Suecia, Finlandia y Rusia.

## Taxonomía
Fue descrita científicamente por Brenner. Fue publicada en Acta Soc. Fauna Fl. Fenn. 9(5): 12 (1893).